# Gynoplistia woombye
Gynoplistia woombye är en tvåvingeart som beskrevs av Günther Theischinger 1993. Gynoplistia woombye ingår i släktet Gynoplistia och familjen småharkrankar. Inga underarter finns listade i Catalogue of Life.